# Diabo
Diabo ist ein Departement im westafrikanischen Staat Burkina Faso, in der Region Est und der Provinz Gourma.

## Gliederung
Das Departement besteht aus dem Hauptort Diabo und 63 weiteren Dörfern:
| - Bagatenga - Benkoko - Boudierghin - Boulgatenga - Bouloumbougdi - Boulyoghin - Bouri - Combemgogo - Daboadin - Dazouri - Dianga - Diapangou-Peulh - diogbakin - Gninboadin-Diabo - Guilgin - Kiabga - Kalbekin | - Kamona - Kandaga - Kanhomé - Koulpissi - Koulwoko - Kouriogin - Lantaogo - Lantaogo-Tamassogo - Lanti - Lorgho - Louloubtenga - Maouda - Mocomtore - Nabi-Raogo - Nintenga - Ouavoussé | - Piga - Pikoinsé - Pissalboré - Pisseguédin - Pitenga - Pizonguin - Pohemtenga - Saatenga - Sabioken - Sanéwabo - Sanéwabo-Yarcé - Seiga - Silmitenga - Tamkoursi - Tampanga - Tangandé | - Tangaye - Tanlallé - Tansouka, - Tanziéga - Tiabga - Tiabtamassogo - Yantenga - Yanwéga - Yarcétenga - Zamsé - Zanré - Zecca - Ziella - Zinknabbin - Zonatenga |

## Bevölkerung
Die Region wird hauptsächlich von Gourmantché und Boussanga bewohnt.